# William Segar

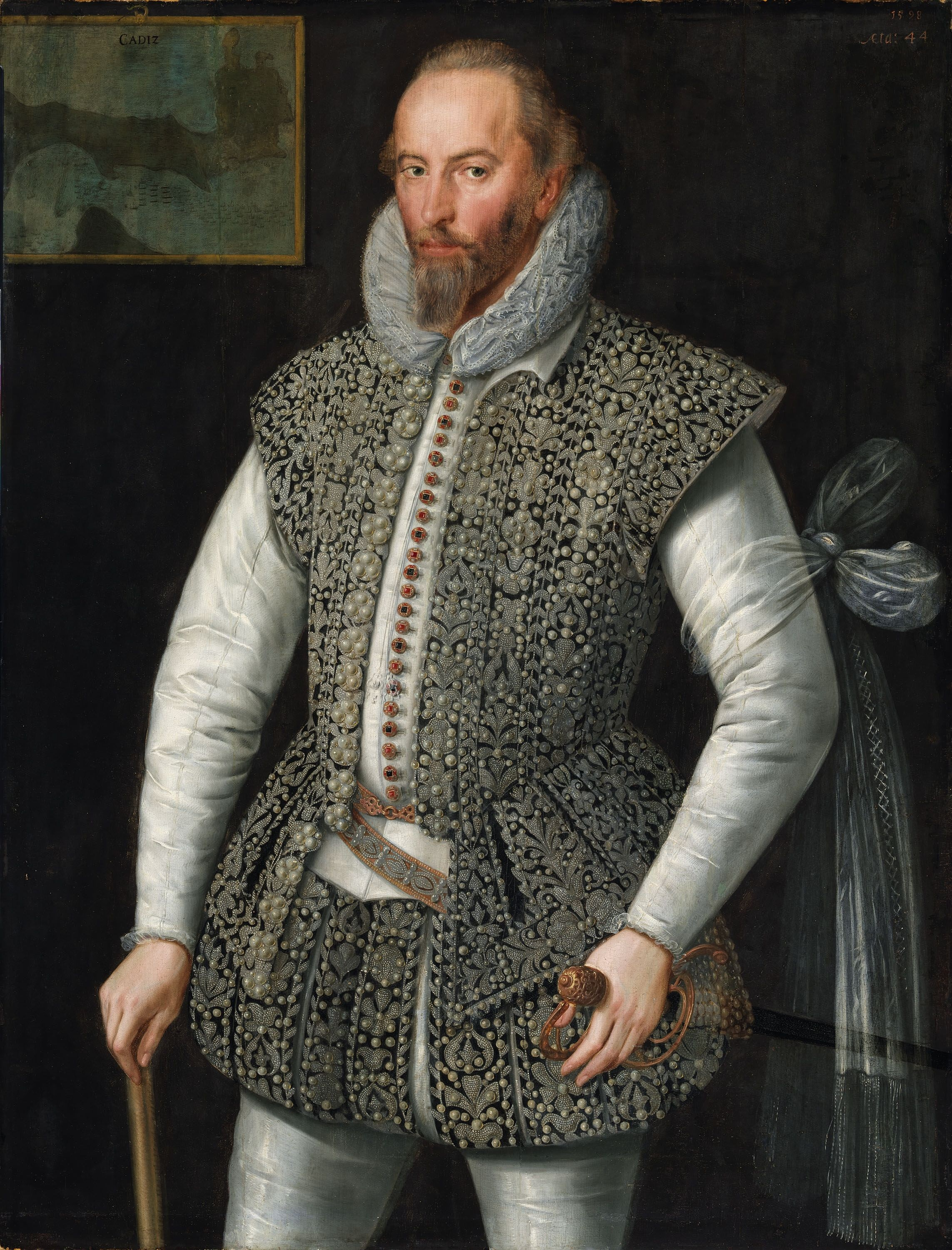
Walter Raleigh portréja (1598)

Sir William Segar (1564–1633) angol udvari festő, herold.
Az udvari méltóságok portréit festette. 1596-ban feleségül vette Maria Browne-t, akitől három fia és három lánya származott.
Pályáját írnoki tanoncként kezdte Sir Thomas Heneage, I. Erzsébet királynő alkancellárjának szolgálatában. 1585 júniusában Heneage közreműködésével felvételt nyert a College of Arms tagjai sorába, mint Portcullis Pursuivant (perszevant). 1586-ban Robert Dudley-t, Leicester grófját elkísérte németalföldi útjára, ahol a Szt. György napi ünnepségek ceremóniamestere volt Utrechtben. 1589-ben Somerset Herald (herold), 1593-ban Norroy King of Arms (címerkirály) lett. 1596-ban elkísérte Shrewsbury grófját IV. Henrik, francia királynak a Térdszalagrend lovagjává való avatására és tanúja volt Henrik híres roueni bevonulásának. Norroy címerkirályaként Erzsébet királynő 1603-as temetésén ő vitte a királyi kardot. Ugyanebben az évben a népszerűtlen William Dethick helyett a Térdszalagrend követeként IV. Keresztély dán király udvarába küldték, hogy avassa őt a rend lovagjává. 1604. január 4-én a Térdszalagrend címerkirálya lett, ami kiváltotta Dethick rosszallását és 1606 decemberéig nem is volt hajlandó lemondani a tisztségéről. Végül csak 1607. január 17-én foglalhatta el a hivatalát. 1612-ben Móric, orániai herceget avatta a Térdszalagrend lovagjává és ugyanebben az évben ő maga is címeradományban részesült. 1615. november 5-én avatták lovaggá. 1616 decemberében Segar riválisa, Gregory Brandon intrikái következtében mindkettőjüket letartóztatták, de néhány nap múlva kiszabadultak.
Heraldikai műve, a The Booke of Honour and Armes  1590-ben névtelenül jelent meg. Bővített és illusztrált kiadása 1602-ből való, Honour Military and Civil címen. A Francis Delaram általi kiadás címlapja metszettel van ellátva. Műve forrásként szolgált John Guillim számára.

## Művei a British Library katalógusából
- Segar, William, Sir: The Booke of Honor and Armes. Wherein is discoursed the causes of Quarrell, and the nature of Iniuries, with their repulses, etc. Printed by Richard Jhones: London, 1590

- Segar, William, Sir: Honor, Military and Civill, contained in foure Bookes. viz. 1. Justice, and Jurisdiction Military. 2. Knighthood in generall, and particular. 3. Combats for life, and Triumph. 4. Precedencie of great Estates, and others. [With a prefatory address to the reader by T. B.] R. Barker: London, 1602

- Segar, William, Sir: The Earl Marshall’s power both in peace and war. In: Guillim (J.) Rouge-Croix Poursuivant at Arms. A Display of Heraldry, etc. 1724. fol.

- Segar, William, Sir: An account of some Tournaments and other martial diversions [extracted from Sir W. Segar’s work entitled “Honours military and civill”]. In : Antiquities. Miscellaneous Antiquities, etc. no. 1. 1772. 4º

- Segar, William, Sir: Baronagium Genealogicum: or, the pedigrees of the English Peers deduced from the earlies times … including as well collateral as lineal descents. Originally compiled by … Sir W. Segar and continued to the present time by J. Edmondson. MS. additions [by F. Hargrave]. 6 vol. London, [1764]-84

- Segar, William, Sir: Original Institutions of the Princely Orders of Collars. [With a biographical sketch of the author and coloured plates.] Edinburgh, 1823

- Segar, William, Sir: The Genealogie or Pedigree of … Sir W. Cole. … With subsequent additions under the certificates of Sir W. Betham, and Sir J. B. Burke, etc. Privately printed: [London?] 1870

- Segar, William, Sir: The book of honor and armes, 1590, and Honor military and civil, 1602 … Facsmilie reproductions with an introduction by Diane Bornstein. Delmar, N.Y.: Scholars’ Facsimiles & Reprints, 1975